# Tangela Smith
Tangela Nicole Smith (ur. 1 kwietnia 1977 w Chicago) – amerykańska koszykarka występująca na pozycjach silnej skrzydłowej lub środkowej, po zakończeniu kariery zawodniczej trenerka koszykarska, obecnie asystentka trenera drużyny akademickiej Western Michigan Broncos.

## Kariera sportowa
W 1994 została zaliczona do składu Kodak/WBCA High School All-American. Wystąpiła też w meczu gwiazd amerykańskich szkół średnich – WBCA High School All-America.

## Osiągnięcia
Na podstawie, o ile nie zaznaczono inaczej.
NCAA
- Uczestniczka rozgrywek:
  - Sweet Sixteen (1996)
  - turnieju NCAA (1996–1998)
- Mistrzyni:
  - turnieju konferencji Big 10 (1997)
  - sezonu regularnego Big 10 (1996, 1998)
- Zawodniczka roku Big Ten (1998)
- Zaliczona do:
  - I składu Big 10 (1998)
  - składu honorable mention:
    - Kodak/WBCA All-America (1998)
    - Big 10 (1997)

WNBA
- Mistrzyni WNBA (2007, 2009)
- Uczestniczka meczu gwiazd WNBA (2006)
- Liderka WNBA w skuteczności rzutów za 3 punkty (2009)[3]

Inne
- Mistrzyni:
  - Chin (WBCA – 2009)
  - Korei Południowej (2002)
  - Turcji (2001)
- Zdobywczyni Superpucharu Włoch (2003)
- MVP Superpucharu Włoch (2003)

Reprezentacja
- Finalistka Pucharu Williama Jonesa (1997)